# De Leukens
Sportpark De Leukens was een voetbalstadion in Overpelt in de Belgische provincie Limburg. Het stadion had een capaciteit van ongeveer 8.000 plaatsen en was gelegen in industriezone Nolimpark te Overpelt-Fabriek.
Voor 2003 werd er gevoetbald door KVV Overpelt-Fabriek. De naam van het stadion was tot op dat moment: Indusstadion. Door de fusie met Lommel SK in 2003 tot KVSK United en later tot Lommel United, en de verhuis naar Lommel van deze nieuwe club, werd het stadion toegewezen aan de toenmalige derdeprovincialer Overpelt VV. in 2014 fuseerde Overpelt VV met Esperanza Neerpelt, tezamen vormde ze Esperanza Pelt, de nieuwe club ging in Sportpark De Roosen spelen, het stadion van Esperanza Neerpelt. Sinds 2014 is het stadion onbespeeld. De Leukens werd kort hierna gesloopt om plaats te maken voor het aanliggende industrieterrein. Ook is er een hondenlosloopzone gerealiseerd op de plaats waar de trainingsvelden lagen.